# Aeroporto Balduino Helmuth Jope
O Aeroporto de Marechal Cândido Rondon - Balduino Helmuth Jope (ICAO: SSCR) é um aeródromo civil público localizado no município brasileiro de Marechal Cândido Rondon, no estado do Paraná. 
Sua construção foi autorizada pela Lei n.º 333, de 8 de setembro de 1967. Foi batizado em homenagem póstuma ao pioneiro Balduino Helmuth Jope, de acordo com a Lei n.º 5.445, de 15 de setembro de 2023.
É administrado pela Secretaria Municipal de Mobilidade.

## Informações
- Marechal Cândido Rondon - SSCR[5]
- Nome do Aeroporto: Balduino Helmuth Jope
- Endereço: PR-491 - Km 200 - Rodovia Estadual
- Administração: Secretaria Municipal de Mobilidade
- E-mail: smmumcr@gmail.com ou segtran@mcr.pr.gov.br
- Contatos: (45) 3284-2731 ou (45) 3284-8782

## Características
- Altitude: 421 metros
- Voos comerciais: Não
- Operações noturnas: Não
- Revestimento da pista: Asfalto
- Resistência da pista: 10/F/C/X/U
- Operações por instrumentos: Não
- Designativo das cabeceiras: 1/19
- Dimensões da pista: 1400 x 30 metros
- Coordenadas geográficas: 24º30'46"S/54º3'17"W